# Venom (album U-Goda)
Venom – piąty album studyjny amerykańskiego rapera U-Goda, członka kolektywu Wu-Tang Clan, wydany 30 marca 2018 roku nakładem wytwórni Babygrande Records. Za warstwę muzyczną płyty odpowiadają Jose Reynoso, DJ Homicde, DJ Green Lantern, ILL TAL, Large Professor, Lord Finesse, Powers Pleasant oraz The Bossmen. Gościnnie na albumie pojawia się kilku gości między innymi Inspectah Deck, Raekwon oraz Method Man.
Niecały miesiąc przed premierą płyty, raper wydał swoją autobiografię zatytułowaną Raw: My Journey Into The Wu-Tang, w której opisuje swoje młode życie oraz czynniki, które pomogły mu nagrać Venom.

## Lista utworów
| Nr  | Tytuł utworu                                                  | Producent                  | Długość |
| --- | ------------------------------------------------------------- | -------------------------- | ------- |
| 1.  | „Exordium”                                                    | ILL TAL                    | 1:42    |
| 2.  | „Unstoppable”                                                 | Powers Pleasant            | 2:11    |
| 3.  | „Epicenter” (gośc. Inspectah Deck, Raekwon oraz Scotty Wotty) | DJ Green Lantern           | 3:51    |
| 4.  | „Bit Da Dust”                                                 | DJ Homicide • Jose Reynoso | 2:38    |
| 5.  | „Elegance” (gośc. Nomadiq)                                    | DJ Green Lantern           | 3:34    |
| 6.  | „Climate” (gośc. Scotty Wotty)                                | Jose Reynoso               | 3:18    |
| 7.  | „Venom”                                                       | DJ Homicide • Jose Reynoso | 2:55    |
| 8.  | „Felon”                                                       | Large Professor            | 2:13    |
| 9.  | „Legacy”                                                      | DJ Homicide • Jose Reynoso | 3:35    |
| 10. | „Whole World Watchin”                                         | Lord Finesse • The Bossmen | 3:07    |
| 11. | „XXX” (gośc. Method Man)                                      | DJ Homicide                | 3:50    |
| 12. | „Jackpot” (gośc. Scotty Wotty)                                | DJ Homicide • Jose Reynoso | 2:37    |
| 13. | „Wisdom”                                                      | Jose Reynoso               | 3:04    |
|     |                                                               |                            | 38:35   |